# Liste der Nummer-eins-Country-Alben in den USA (2014)
Dies ist eine Liste der Nummer-eins-Alben in den von Billboard ermittelten Verkaufscharts für Country-Alben in den USA im Jahr 2014. In diesem Jahr gab es neunundzwanzig Nummer-eins-Alben.

| ← 2013 ← | Liste der Nummer-eins-Country-Alben in den USA | Liste der Nummer-eins-Country-Alben in den USA | Liste der Nummer-eins-Country-Alben in den USA       | 2015 →                    |
| \| Zeitraum \| Wo. ges. \| Interpret \| Titel \| Zusätzliche Informationen \| \| (Zeitraum, Wochen auf Platz eins, Interpret, Titel, zusätzliche Informationen) \| \| \| \| \| \| ------------------------------------------------------------------------------ \| -------- \| -------------------- \| ------------------------------------------------------- \| ------------------------- \| \| 28. Dezember 2013 – 17. Januar 2014 3 Wochen (insgesamt 5) \| 5 \| Garth Brooks \| Blame It All on My Roots: Five Decades of Influences[1] \| — \| \| 18. Januar 2014 – 24. Januar 2014 1 Woche (insgesamt 8) \| 8 \| Luke Bryan \| Crash My Party[2] \| — \| \| 25. Januar 2014 – 31. Januar 2014 1 Woche (insgesamt 2) \| 2 \| Florida Georgia Line \| Here's to the Good Times[3] \| — \| \| 1. Februar 2014 – 14. Februar 2014 2 Wochen (insgesamt 2) \| 2 \| Jennifer Nettles \| That Girl[4] \| — \| \| 15. Februar 2014 – 21. Februar 2014 1 Woche (insgesamt 2) \| 2 \| Kacey Musgraves \| Same Trailer Different Park[5] \| — \| \| 22. Februar 2014 – 28. Februar 2014 1 Woche (insgesamt 3) \| 3 \| Florida Georgia Line \| Here's to the Good Times \| — \| \| 1. März 2014 – 14. März 2014 2 Wochen (insgesamt 2) \| 2 \| Eric Church \| The Outsiders[6] \| — \| \| 15. März 2014 – 21. März 2014 1 Woche (insgesamt 1) \| 1 \| Dierks Bentley \| Riser[7] \| — \| \| 22. März 2014 – 28. März 2014 1 Woche (insgesamt 1) \| 1 \| Eli Young Band \| 10,000 Towns \| — \| \| 29. März 2014 – 4. April 2014 1 Woche (insgesamt 1) \| 1 \| Luke Bryan \| Spring Break 6...Like We Ain't Ever \| — \| \| 5. April 2014 – 11. April 2014 1 Woche (insgesamt 3) \| 3 \| Eric Church \| The Outsiders \| — \| \| 12. April 2014 – 18. April 2014 1 Woche (insgesamt 1) \| 1 \| Johnny Cash \| Out Among the Stars[8] \| — \| \| 19. April 2014 – 25. April 2014 1 Woche (insgesamt 1) \| 1 \| Dan + Shay \| Where It All Began[9] \| — \| \| 26. April 2014 – 2. Mai 2014 1 Woche (insgesamt 1) \| 1 \| Martina McBride \| Everlasting[10] \| — \| \| 3. Mai 2014 – 23. Mai 2014 3 Wochen (insgesamt 11) \| 11 \| Luke Bryan \| Crash My Party \| — \| \| 24. Mai 2014 – 30. Mai 2014 1 Woche (insgesamt 1) \| 1 \| Hunter Hayes \| Storyline[11] \| — \| \| 31. Mai 2014 – 6. Juni 2014 1 Woche (insgesamt 1) \| 1 \| Rascal Flatts \| Rewind[12] \| — \| \| 7. Juni 2014 – 20. Juni 2014 2 Wochen (insgesamt 2) \| 2 \| Brantley Gilbert \| Just as I Am[13] \| — \| \| 21. Juni 2014 – 4. Juli 2014 2 Wochen (insgesamt 2) \| 2 \| Miranda Lambert \| Platinum[14] \| — \| \| 5. Juli 2014 – 11. Juli 2014 1 Woche (insgesamt 1) \| 1 \| Willie Nelson \| Band of Brothers[15] \| — \| \| 12. Juli 2014 – 1. August 2014 3 Wochen (insgesamt 5) \| 5 \| Miranda Lambert \| Platinum \| — \| \| 2. August 2014 – 8. August 2014 1 Woche (insgesamt 6) \| 6 \| Blake Shelton \| Based on a True Story...[16] \| — \| \| 9. August 2014 – 22. August 2014 2 Wochen (insgesamt 4) \| 4 \| Brantley Gilbert \| Just as I Am \| — \| \| 23. August 2014 – 5. September 2014 2 Wochen (insgesamt 13) \| 13 \| Luke Bryan \| Crash My Party \| — \| \| 6. September 2014 – 12. September 2014 1 Woche (insgesamt 1) \| 1 \| Chase Rice \| Ignite the Night[17] \| — \| \| 13. September 2014 – 19. September 2014 1 Woche (insgesamt 1) \| 1 \| Brad Paisley \| Moonshine in the Trunk[18] \| — \| \| 20. September 2014 – 26. September 2014 1 Woche (insgesamt 6) \| 6 \| Miranda Lambert \| Platinum \| — \| \| 27. September 2014 – 3. Oktober 2014 1 Woche (insgesamt 1) \| 1 \| Lee Brice \| I Don't Dance[19] \| — \| \| 4. Oktober 2014 – 10. Oktober 2014 1 Woche (insgesamt 1) \| 1 \| Tim McGraw \| Sundown Heaven Town[20] \| — \| \| 11. Oktober 2014 – 17. Oktober 2014 1 Woche (insgesamt 1) \| 1 \| Kenny Chesney \| The Big Revival[21] \| — \| \| 18. Oktober 2014 – 24. Oktober 2014 1 Woche (insgesamt 1) \| 1 \| Blake Shelton \| Bringing Back the Sunshine[22] \| — \| \| 25. Oktober 2014 – 31. Oktober 2014 1 Woche (insgesamt 1) \| 1 \| Jason Aldean \| Old Boots, New Dirt[23] \| — \| \| 1. November 2014 – 14. November 2014 2 Wochen (insgesamt 2) \| 2 \| Florida Georgie Line \| Anything Goes[24] \| — \| \| 15. November 2014 – 21. November 2014 1 Woche (insgesamt 1) \| 1 \| Sam Hunt \| Montevallo[25] \| — \| \| 22. November 2014 – 28. November 2014 1 Woche (insgesamt 2) \| 2 \| Jason Aldean \| Old Boots, New Dirt \| — \| \| 29. November 2014 – 26. Dezember 2014 4 Wochen (insgesamt 4) \| 4 \| Garth Brooks \| Man Against Machine[26] \| — \| |                                                |                                                |                                                      |                           |
| ← 2013 |                                                |                                                |                                                      | → 2015 →                  |
| Zeitraum | Wo. ges.                                       | Interpret                                      | Titel                                                | Zusätzliche Informationen |
| (Zeitraum, Wochen auf Platz eins, Interpret, Titel, zusätzliche Informationen) |                                                |                                                |                                                      |                           |
| 28. Dezember 2013 – 17. Januar 2014 3 Wochen (insgesamt 5) | 5                                              | Garth Brooks                                   | Blame It All on My Roots: Five Decades of Influences | —                         |
| 18. Januar 2014 – 24. Januar 2014 1 Woche (insgesamt 8) | 8                                              | Luke Bryan                                     | Crash My Party                                       | —                         |
| 25. Januar 2014 – 31. Januar 2014 1 Woche (insgesamt 2) | 2                                              | Florida Georgia Line                           | Here's to the Good Times                             | —                         |
| 1. Februar 2014 – 14. Februar 2014 2 Wochen (insgesamt 2) | 2                                              | Jennifer Nettles                               | That Girl                                            | —                         |
| 15. Februar 2014 – 21. Februar 2014 1 Woche (insgesamt 2) | 2                                              | Kacey Musgraves                                | Same Trailer Different Park                          | —                         |
| 22. Februar 2014 – 28. Februar 2014 1 Woche (insgesamt 3) | 3                                              | Florida Georgia Line                           | Here's to the Good Times                             | —                         |
| 1. März 2014 – 14. März 2014 2 Wochen (insgesamt 2) | 2                                              | Eric Church                                    | The Outsiders                                        | —                         |
| 15. März 2014 – 21. März 2014 1 Woche (insgesamt 1) | 1                                              | Dierks Bentley                                 | Riser                                                | —                         |
| 22. März 2014 – 28. März 2014 1 Woche (insgesamt 1) | 1                                              | Eli Young Band                                 | 10,000 Towns                                         | —                         |
| 29. März 2014 – 4. April 2014 1 Woche (insgesamt 1) | 1                                              | Luke Bryan                                     | Spring Break 6...Like We Ain't Ever                  | —                         |
| 5. April 2014 – 11. April 2014 1 Woche (insgesamt 3) | 3                                              | Eric Church                                    | The Outsiders                                        | —                         |
| 12. April 2014 – 18. April 2014 1 Woche (insgesamt 1) | 1                                              | Johnny Cash                                    | Out Among the Stars                                  | —                         |
| 19. April 2014 – 25. April 2014 1 Woche (insgesamt 1) | 1                                              | Dan + Shay                                     | Where It All Began                                   | —                         |
| 26. April 2014 – 2. Mai 2014 1 Woche (insgesamt 1) | 1                                              | Martina McBride                                | Everlasting                                          | —                         |
| 3. Mai 2014 – 23. Mai 2014 3 Wochen (insgesamt 11) | 11                                             | Luke Bryan                                     | Crash My Party                                       | —                         |
| 24. Mai 2014 – 30. Mai 2014 1 Woche (insgesamt 1) | 1                                              | Hunter Hayes                                   | Storyline                                            | —                         |
| 31. Mai 2014 – 6. Juni 2014 1 Woche (insgesamt 1) | 1                                              | Rascal Flatts                                  | Rewind                                               | —                         |
| 7. Juni 2014 – 20. Juni 2014 2 Wochen (insgesamt 2) | 2                                              | Brantley Gilbert                               | Just as I Am                                         | —                         |
| 21. Juni 2014 – 4. Juli 2014 2 Wochen (insgesamt 2) | 2                                              | Miranda Lambert                                | Platinum                                             | —                         |
| 5. Juli 2014 – 11. Juli 2014 1 Woche (insgesamt 1) | 1                                              | Willie Nelson                                  | Band of Brothers                                     | —                         |
| 12. Juli 2014 – 1. August 2014 3 Wochen (insgesamt 5) | 5                                              | Miranda Lambert                                | Platinum                                             | —                         |
| 2. August 2014 – 8. August 2014 1 Woche (insgesamt 6) | 6                                              | Blake Shelton                                  | Based on a True Story...                             | —                         |
| 9. August 2014 – 22. August 2014 2 Wochen (insgesamt 4) | 4                                              | Brantley Gilbert                               | Just as I Am                                         | —                         |
| 23. August 2014 – 5. September 2014 2 Wochen (insgesamt 13) | 13                                             | Luke Bryan                                     | Crash My Party                                       | —                         |
| 6. September 2014 – 12. September 2014 1 Woche (insgesamt 1) | 1                                              | Chase Rice                                     | Ignite the Night                                     | —                         |
| 13. September 2014 – 19. September 2014 1 Woche (insgesamt 1) | 1                                              | Brad Paisley                                   | Moonshine in the Trunk                               | —                         |
| 20. September 2014 – 26. September 2014 1 Woche (insgesamt 6) | 6                                              | Miranda Lambert                                | Platinum                                             | —                         |
| 27. September 2014 – 3. Oktober 2014 1 Woche (insgesamt 1) | 1                                              | Lee Brice                                      | I Don't Dance                                        | —                         |
| 4. Oktober 2014 – 10. Oktober 2014 1 Woche (insgesamt 1) | 1                                              | Tim McGraw                                     | Sundown Heaven Town                                  | —                         |
| 11. Oktober 2014 – 17. Oktober 2014 1 Woche (insgesamt 1) | 1                                              | Kenny Chesney                                  | The Big Revival                                      | —                         |
| 18. Oktober 2014 – 24. Oktober 2014 1 Woche (insgesamt 1) | 1                                              | Blake Shelton                                  | Bringing Back the Sunshine                           | —                         |
| 25. Oktober 2014 – 31. Oktober 2014 1 Woche (insgesamt 1) | 1                                              | Jason Aldean                                   | Old Boots, New Dirt                                  | —                         |
| 1. November 2014 – 14. November 2014 2 Wochen (insgesamt 2) | 2                                              | Florida Georgie Line                           | Anything Goes                                        | —                         |
| 15. November 2014 – 21. November 2014 1 Woche (insgesamt 1) | 1                                              | Sam Hunt                                       | Montevallo                                           | —                         |
| 22. November 2014 – 28. November 2014 1 Woche (insgesamt 2) | 2                                              | Jason Aldean                                   | Old Boots, New Dirt                                  | —                         |
| 29. November 2014 – 26. Dezember 2014 4 Wochen (insgesamt 4) | 4                                              | Garth Brooks                                   | Man Against Machine                                  | —                         |